# Asilus bicinctus
Asilus bicinctus là một loài ruồi trong họ Asilidae. Asilus bicinctus được Müller miêu tả năm 1776. Loài này phân bố ở vùng Cổ Bắc giới.